# Nagrada Tomo Vereš
Nagrada Tomo Vereš  je nagrada koja se dodjeljuje za najbolju knjigu u području znanosti i publicistike. Druga je književna nagrada među među Hrvatima u Vojvodini. Utemeljio ju je Zavod za kulturu vojvođanskih Hrvata radi nastavljanja pospješivanja sustavnoga pristupa valorizaciji aktualne knjiške produkcije među Hrvatima u Vojvodini.

## Izbor imena
Nagrada nosi ime po jednom od najznačajnijih hrvatskih intelektualaca iz Vojvodine 20. stoljeća, filozofskom i teološkom piscu Tomi Verešu.

## Povijest
Nagrada je ustanovljena 2013. godine, na osnovni zaključaka s međunarodnog znanstvenog skupa Misaona popudbina Tome Vereša koji se održao prosinca 2012. godine. 

## Kriteriji
U natječaj za nagradu ulaze knjige po ovim kriterijima:
- knjige Hrvata iz Vojvodine
- knjige na hrvatskome objavljene u Vojvodini
- knjige o Hrvatima u Vojvodini koje su objavljene tijekom tri kalendarske godine koje prethode godini dodjele nagrade, u području znanosti i publicistike.

Posebna pozornost dat će se djelima iz društvenih i humanističkih znanosti koje su od značaja za očuvanje i razvoj nacionalne svijesti i identiteta: 
- demografiji
- etnologiji
- filozofiji
- jezikoslovnim znanostima
- kulturologiji
- politologiji
- povijesti
- povijesti umjetnosti
- sociologiji
- znanosti o književnosti
- djelima interdisciplinarnoga karaktera

## Dodjela
Dodjeljiva se jednom u tri godine.  
Prvo izborno povjerenstvo Zavod je odredio srpnja 2013. godine. Povjerenstvo za izbor najbolje knjige koje će dodijeliti nagradu 2013. godine čine:
- Robert Skenderović, povjesničar (predsjednik)
- Jasminka Dulić, sociologinja (članica)
- Mirko Štefković, teolog (član)
- Ivana Andrić Penava, povjesničarka (članica)
- Mario Bara, sociolog (član)

Prvi put nagradu će se dodijeliti listopada 2013. godine, a za najbolju knjigu objavljenu u razdoblju 2010. do 2012. godine. Dodijelit će se na manifestaciji Dani Balinta Vujkova: dani hrvatske knjige i riječi. Nagrada se sastoji od diplome, plakete i novčanog dijela.
Dodjeljuje ju Zavod za kulturu vojvođanskih Hrvata. 
Povjerenstvo za dodjelu nagrade „Tomo Vereš“ za trogodište 2010. – 2012. godine činili su: predsjednik Robert Skenderović, članovi Jasminka Dulić, Mario Bara, vlč. Mirko Štefković i Ivana Andrić Penava. U konkurenciji 36 knjiga, jednoglasno je izabran Marko Kljajić i njegova knjiga „Surčin kroz povijest“ (Župa Presvetog Trojstva, Privlačica; Surčin-Petrovaradin-Vinkovci, 2010.).